# Propere Voeten
De Propere Voeten zijn een indianenstam uit de Vlaamse stripreeks Jommeke. Deze stam indianen uit het Wilde Westen is bevriend met Jommeke. 

## Omschrijving
De Propere Voeten zijn een indianenstam die voor het eerst opduikt in het album nr. 30, Jommeke in de Far West. Ze leven in de afgelegen grasvlakten achter de woeste bergen in het Wilde Westen van Noord-Amerika. Ze leven er teruggetrokken, veilig voor de bleekgezichten die hen de voorbije eeuwen verdreven hebben. Wanneer zij Jommeke voor het eerst ontmoeten, staan zij vijandig tegenover alle bleekgezichten. Ze leven primitief in wigwams en kennen geen westerse moderniteiten, zoals bijvoorbeeld een vliegtuig. Doorheen de reeks verandert hun houding wat. Langzaam komen ze meer in contact met westerlingen en hun technologieën, maar steeds behouden ze hun aloude levensstijl. Zij roepen vaak de hulp van Jommeke in bij problemen en staan hem bij wanneer hij in moeilijkheden komt.
De Propere Voeten worden stereotiep afgebeeld als indianen. Zij leven in wigwams en dragen typische indianengewaden of zijn halfnaakt. Doorgaans dragen ze een of meerdere pluimen rond het hoofd. Hun huidskleur is donkerrood zoals het roodhuiden betaamt. Ook de andere indianenstammen in de reeks worden zo afgebeeld.

## Individuele Propere Voeten
- Dikke Springmuis : Dikke Springmuis is het opperhoofd van de Propere Voeten. Zoals zijn naam laat vermoeden is hij heel dik en ook heel klein van gestalte. Hij is nog stukken kleiner dan Jommeke. Hij kan niet op een paard rijden en gebruikt daarom een geit als rijdier, maar hij gebruikt ook graag Pekkie als rijdier, dik tegen diens zin. Hij is een rood lang gewaad gekleed en zijn gezicht zit verscholen achter een grote bos pluimen die aanduiden dat hij het opperhoofd is. Hij heeft een dochter, Zoete Lelie. Later hertrouwt hij met Zoete Mosterd en krijgt hij nog een zoon.
- Zoete Lelie : dochter van Dikke Springmuis. Zij is een jong meisje. Zij draagt een indianenbroekpak en heeft twee vlechtjes.
- Mieke Geit : geit van Dikke Springmuis en zijn rijdier
- Houten Nek : tovenaar van de Propere Voeten. Houten Nek is een grote slanke man en steevast onherkenbaar gemaskerd. Hij heeft een houten pak met broek aan, gesierd met touwtjes. Hij heeft steeds een masker op met stierenhoorns en touwen die op een baard lijken. Enkel zijn handen zijn ontbloot. Pas heel laat in de reeks zal zijn gezicht eens ontmaskerd worden en dan herkennen Jommeke en zijn vrienden hem niet. Houten Nek blijkt kaal te zijn. Als tovenaar is hij de belangrijkste raadgeven van Dikke Springmuis en spreekt hij recht.
- Koperen Keelgat : Koperen Keelgat is een van de dapperste krijgers van de Propere Voeten en wordt vaak uitgestuurd bij moeilijke opdrachten. Hij is de eerste die Jommeke in Europa opzoekt om zijn hulp in te roepen.
- Stenen Achterste : een van de dapperste krijgers van de Propere Voeten

## Andere indianen in de reeks
- Ketelbuiken : In de reeks zijn de Ketelbuiken de gezworen vijanden van de Propere Voeten. Zij worden geleid door Rollende Rots. De Ketelbuiken zullen zich in de reeks met de Propere Voeten verzoenen, maar toch zijn er nog regelmatig conflicten.
- Rollende Rots : opperhoofd van de Ketelbuiken. Hij is in tegenstelling tot Dikke Springmuis heel groot van gestalte. Hij is in het zwart gekleed en is gedrapeerd met een kleurrijke doek. Ook zijn gezicht is onherkenbaar door zijn pluimentooi. Hij wordt in een van de albums verliefd op Zoete Mosterd, de vrouw van Dikke Springmuis.

## Albums
De Propere Voeten komen voor in volgende albums: 
- nr. 30: Jommeke in de Far West
- nr. 41: Twee halve lappen
- nr. 88: Jommeke in Bobbejaanland
- nr. 100: Het jubilee
- nr. 106: Zoete mosterd
- nr. 114: Het kriebelkruid
- nr. 139: De blauwe grot
- nr. 144: De pijp van Geurig Gras
- nr. 164: Het verdwenen kasteel
- nr. 195: Gerommel in de Far West
- nr. 211: De geest van Anakwaboe
- nr. 222: Strijd om de bizon
- nr. 238: Kamperen is plezant
- nr. 260: Oost west, thuis best